# IC 148
IC 148 est une galaxie irrégulière magellanique située dans la constellation des Poissons. Sa vitesse par rapport au fond diffus cosmologique est de (473 ± 21) km/s, ce qui correspond à une distance de Hubble de 6,98 ± 0,58 Mpc (∼22,8 millions d'al). IC 148 a été découverte par l'astronome américain Lewis Swift en 1890.
En raison d'une brillance de surface égale à 14,26 mag/am2, on peut qualifier IC 148 de galaxie à faible brillance de surface (LSB en anglais pour low surface brightness). Les galaxies LSB sont des galaxies diffuses (D) avec une brillance de surface inférieure de moins d'une magnitude à celle du ciel nocturne ambiant. C'est aussi une galaxie faiblement brillante dans le domaine des rayons X.
À ce jour, deux mesures non basées sur le décalage vers le rouge (redshift) donnent une distance de 9,245 ± 2,199 Mpc (∼30,2 millions d'al), ce qui est à l'intérieur des valeurs de la distance de Hubble. Cependant, étant donné la proximité d'IC 148 avec le Groupe local, cette mesure est peut-être plus près de la distance réelle de cette galaxie.

## Groupe de M74
IC 148 fait partie d'un petit groupe de galaxies émettant des rayons X, le groupe de M74. Ce groupe de galaxies compte au moins 10 galaxies. Les autres galaxies du groupe sont M74 (NGC 628), NGC 660, UGC 1104, UGC 1171, UGC 1175, UGC 1176, UGC 1200, UGC 1246 et KDG 010.